# Pareclipsis
Pareclipsis là một chi bướm đêm thuộc họ Geometridae.